# Oscularia deltoides

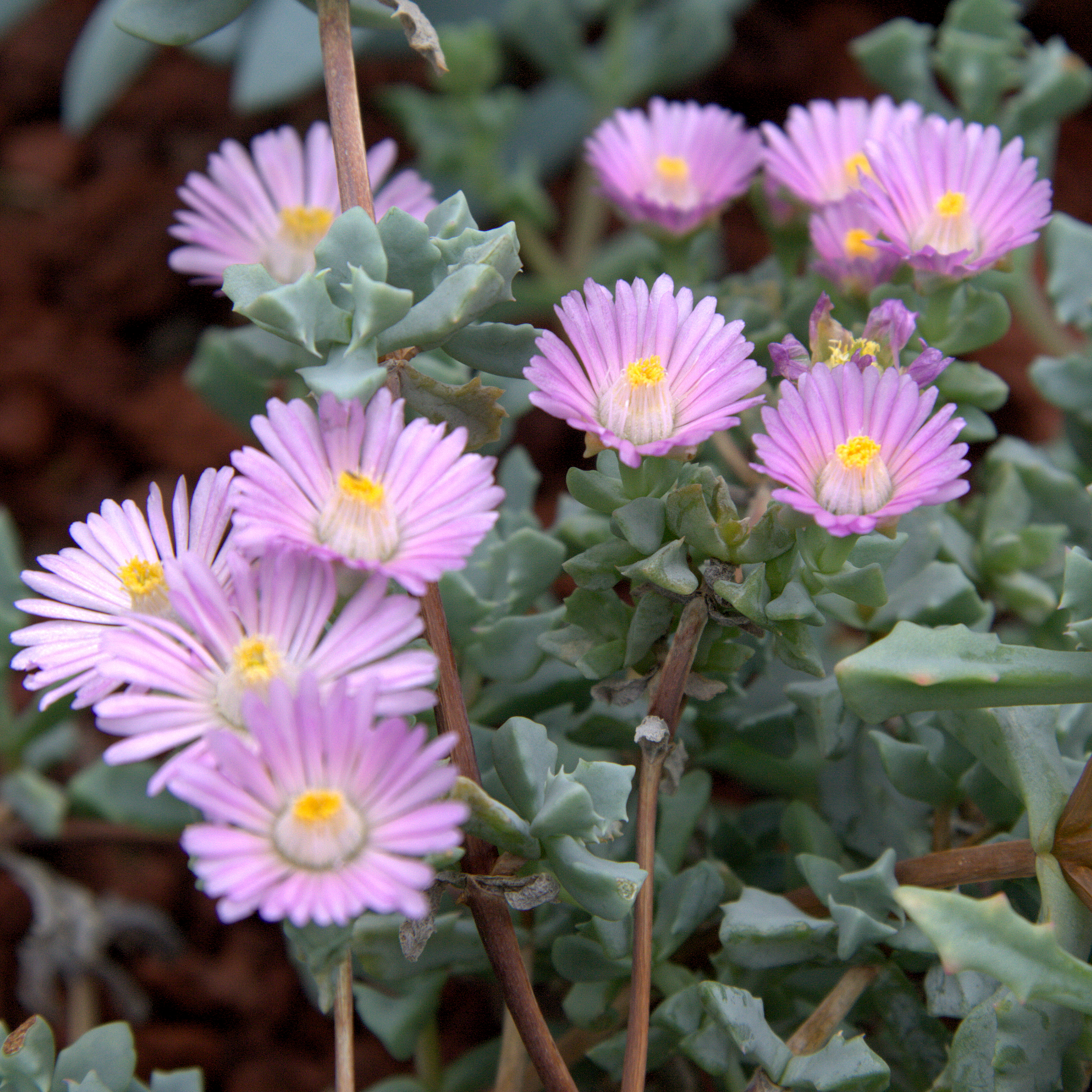
Flors

Oscularia deltoides és una espècie de planta suculenta floral i perenne de la família de les Aizoàcies i el gènere Oscularia. És originària del sud d'Àfrica, concretament del sud-oest de la regió del Cap. Creix sobre sòls sorrencs i substrats rocosos de les muntanyes, i no es troba amenaçada o en perill d'extinció.
Es tracta d'un petit matollar amb les tiges llises i vermelloses, amb les fulles crasses oposades, curtes i anguloses. El terme "Osularia" fa referència a la forma en què es disposen les fulles, formant un òscul o boca de fulles, que al seu temps són triangulars o deltoides. Cal destacar-ne els estaminodis, estams estèrils de color rosat, de la mateixa manera que els pètals, amb una funció decorativa i que, juntament amb els estams fèrtils, s'agrupen en forma cònica al centre de la flor. És semiarbustiva, pot formar matollars i requereix llum solar i un bon drenatge, ja que és sensible a la podridura noble.
La seva reproducció és per llavors o esqueixos. Floreix durant la primavera, essent les seves flors molt petites (al voltant d'1 cm de diàmetre) i rosades. Aquestes s'obren durant les tardes.